# 雅鲁藏布江断层带
雅鲁藏布江断层带，或称雅鲁藏布江-印度河断层带，是青藏高原上的一条大型断层带。它在中国境内西起噶尔藏布及其下游的森格藏布河谷（森格藏布出国境后称印度河），向东经玛旁雍错北，东至雅鲁藏布江河谷，再向东至米林后绕过雅鲁藏布大峡谷，经墨脱折向东南方向出境，在中国境内长达2,000千米以上。
雅鲁藏布江断层带是在始新世至渐新世的华北构造期间形成的，在这一时期，喜马拉雅地块向北不断移动，与其北部已经拼合到欧亚板块之上的冈底斯地块逐渐发生碰撞，于是形成了雅鲁藏布江碰撞带。喜马拉雅地块完全与欧亚板块碰撞之后，这条碰撞带便转变为逆掩断层带。
雅鲁藏布江断层带在地貌上表现为一条大型的东西向低地，将南部的喜马拉雅山脉（及其西部支脉阿依拉山）与北部的冈底斯山脉和念青唐古拉山脉隔开。印度河上游和雅鲁藏布江均奔流于这条低地内，自然条件较好，因而沿河谷聚居了西藏的大部分人口，成为西藏最发达的地区。